# Fondamentalisme chrétien
Le fondamentalisme chrétien est une position religieuse réactionnaire qui soutient une interprétation stricte et littérale des textes sacrés,, qui est présente notamment dans le protestantisme depuis le XIXe siècle mais aussi d'une manière différente dans le catholicisme avec les mouvements intégristes traditionalistes et conservateurs qui prônent une application stricte et radicale de la Tradition. Le terme « fondamentalisme » en lui-même signifie, en général, une adhésion rigide aux principes fondamentaux d’un domaine quelconque.

## Histoire
Les origines du fondamentalisme sont pour la plupart issues des remous qui ont suivi la Réforme protestante, dont les protagonistes (catholiques ou protestants) furent libérés de la mainmise de Rome concernant l'accès direct à la Bible et à son interprétation. Vers 1670, on voit apparaître le piétisme. Des protestants commencent à se réunir pour étudier la Bible et prier sous l’influence du pasteur Philipp Jacob Spener. Chez les catholiques, vers la même époque, le quiétisme puis le jansénisme suivent des voies parallèles à celle du piétisme protestant et ces mouvements s'influencent mutuellement : on y retrouve Fénelon, Madame Guyon et Pascal. Ce dernier, favorable au jansénisme, en devient l'un des meilleurs défenseurs. Il écrit : « C'est le cœur qui sent Dieu et non la raison. Voilà ce que c'est que la foi, Dieu sensible au cœur, non à la raison. » Il résume là l’essentiel du piétisme tout en le revendiquant. Encore maintenant, on peut observer cet aspect piétiste dans la pensée fondamentaliste.
En 1878, dans une réunion de la « Believers' Meeting for Bible Study » (devenue Niagara Bible Conference) aux États-Unis, 14 croyances fondamentales sont établies par des pasteurs évangéliques. Le mouvement prend son essor en milieu protestant aux États-Unis, au début du XXe siècle. En 1910 The Fundamentals: A Testimony to the Truth, une série d'essais est publiée par la Testimony Publishing Company de Chicago. Cette même année, la conservatrice Northern Presbyterian Church (devenue Église presbytérienne aux États-Unis d'Amérique) diffuse des brochures définissant les « fundamentals » : « Les cinq points [fondamentaux] portent sur les sujets suivants : premièrement, l'inerrance de la Bible ; deuxièmement, la nature divine de Jésus Christ ; troisièmement, sa naissance virginale ; quatrièmement, la résurrection du Christ et cinquièmement, la résurrection physique de Jésus et son retour dans sa chair. À partir de ce jour, les fondamentalistes constituent une entité sociale repérable et organisée. Ce courant de pensée est opposé aux développements du libéralisme théologique. Il s'oppose surtout à l’exégèse historico-critique qui s'est développée dans certaines confessions protestantes dès le XIXe siècle,, auxquelles le millénarisme a été ensuite ajouté. La diffusion abondante de ces « Fundamentals » explique davantage l’appellation du fondamentalisme que ses causes profondes. En effet, le fondamentalisme chrétien moderne provient essentiellement de réactions : il se dresse contre la philosophie des Lumières, contre le rationalisme anglais du XVIIe siècle, contre l’Aufklärung du XIXe siècle, contre le libéralisme de la modernité, contre l’exégèse historico-critique et scientifique et surtout contre la théologie libérale du XXe siècle.
Le fondamentalisme piétiste a par la suite influencé certains mouvements de l'évangélisme pour former un courant constitué de couches successives de « réveils »,. Ces « Réveils » spirituels s’expriment lors de rassemblements à forte composante émotionnelle destinés à faire ressentir la puissance de Dieu, par exemple les camp meetings qui durent plusieurs jours. Le pasteur, instruit ou non, manifeste une passion communicative.
Le Dallas Theological Seminary, fondé en 1924 à Dallas, aura une influence considérable dans le mouvement en formant des étudiants qui établiront divers collèges bibliques et églises indépendants fondamentalistes dans le Sud des États-Unis.
Ce n’est qu’après la Seconde Guerre mondiale que des Églises protestantes se donnent elles-mêmes le nom de « fondamentalistes ». 
À la fin du XXe siècle, le mot « fondamentalisme » prend une connotation péjorative, désignant le fanatisme religieux ou extrémisme. Au sens strict, ce mot ne devrait désigner que le fondamentalisme protestant, mais il en est venu, en France, à viser surtout les islamismes radicaux qui occupent dans ce pays plus de place dans les débats que les protestantismes radicaux. 
Depuis la fin des années 1970, la signification de ce mot s’est élargie constamment : on parle maintenant non seulement de fondamentalisme protestant ou islamique mais aussi de fondamentalisme juif, catholique, bouddhiste, hindou, sikhiste, païen, laïque et de fondamentalisme athée,,. Il a donc maintenant une signification étendue et éparse. C'est pourquoi Émile Poulat souligne que ce phénomène est « difficile à enfermer dans une définition : on ne peut que le décrire, du moins en première analyse. Le fondamentalisme se retrouve également dans la frange la plus conservatrice des grandes religions chrétiennes même si celles-ci ne sont pas fondamentalistes.

## Caractéristiques

### La vérité absolue
Le concept de fondamentalisme a été étendu à des domaines hors du champ religieux, dans un sens proche du radicalisme. Ainsi, Maurice Merchier avance que le fondamentalisme peut être économique, voire démocratique. Il peut également être scientifique.
Le fondamentalisme se manifeste en effet par un état d’esprit, une mentalité et plusieurs positions doctrinales en découlent, de sorte qu'il n’existe aucune raison de réserver ce terme aux mouvements religieux.

### Fondamentalisme religieux/Infaillibilité de leur interprétation
Le fondamentalisme se distingue par l’absence d’esprit critique. Ainsi, le doute, qu’il soit d’ordre spirituel, existentiel, ou méthodologique n’y est ni désiré, ni valorisé et il doit être dissipé pour faire place à une certitude intérieure . C’est pourquoi le fondamentalisme s’oppose généralement à l’exégèse historico-critique ou scientifique, qui est adoptée officiellement par les Églises non fondamentalistes pour interpréter les textes religieux. Le fondamentalisme n’admet qu’une lecture au premier degré des textes sacrés, découpés en extraits cités hors contexte historique, culturel et littéraire, comme si ceux-ci étaient des écrits contemporains et occidentaux : le fondamentalisme « s'oppose à toute interprétation historique et scientifique et s'en tient au fixisme ».
Le fondamentalisme religieux se caractérise également par l’hétéronomie, c’est-à-dire une dépendance et une soumission à des textes religieux, qui sont lus hors contexte et au premier degré. Cette hétéronomie s’étend à la soumission à des autorités religieuses, civiles ou politiques. C’est pourquoi, écrit Sébastien Fath, « l'autorité normative, qu'elle soit placée dans une tradition, un leader, ou dans un texte, constitue un trait fédérateur pour tous les mouvements religieux radicaux. […] Ainsi, l'idée d'une autonomie individuelle qui puisse se passer de la norme divine apparaît insupportable aux fondamentalistes ». De plus, le fondamentalisme peut se traduire par un comportement d'exclusivisme, d'isolement, voire d'antagonisme défensif ou conquérant avec qui ne partage pas l'absolutisme de son idéologie, aussi bien vis-à-vis des coreligionnaires non fondamentalistes que des membres des autres confessions ou de non-croyants.
Le fondamentalisme religieux ne recherche pas nécessairement un retour aux fondements de la religion dont il est issu, mais plutôt à ceux que ses adeptes considèrent comme tels,. Au contraire, ceux-ci en détournent le sens, du moins celui donné par les grandes Églises, dans le but de le rendre conforme à leur a priori idéologique. En revanche, le fondamentalisme traverse toutes les Églises et se concentre dans quelques-unes. Le sociologue Émile Poulat estime que le fondamentalisme n’est pas organisationnellement une secte mais « intellectuellement c’est une secte sans aucun doute ». Par ailleurs, Sébastien Fath, chercheur au CNRS, considère que la violence « ne représente pas un trait commun aux divers fondamentalismes. La violence religieuse n'est pas toujours fondamentaliste, et tous les fondamentalistes sont loin d'être violents ». Toutefois, ceux-ci montrent une radicalité qui tend vers l'intolérance. Ainsi, les fondamentalistes sont persuadés qu’ils sont les seuls détenteurs de la vérité,.
La typologie utilisée vise à présenter ces positions et non à classifier ou à qualifier des Églises et des groupes. Il n'existe pas un seul type de fondamentalisme chrétien ou de quelque autre religion. Jean Baubérot affirme que «le fondamentalisme est multiple et compte de nombreuses orientations, le plus souvent très différentes, mais qui parfois se retrouvent sur des positions de refus. Un seul exemple pour illustrer ce pluralisme : le thème du retour du Christ est à l'origine de diverses tendances post-millénaristes, prémillénaristes, amillénaristes ; sans accord entre elles ».
Leur interprétation est infaillible et ne peut pas être discutée .

### Oppositions à la théologie moderne
Le fondamentalisme chrétien « est caractérisé par son opposition radicale aux orientations théologiques des grandes Églises ». Dans son ouvrage Fundamentalism, James Barr mentionne trois traits du fondamentalisme chrétien tout en précisant que cela ne suffit pas à le définir : « (a) un accent très marqué sur l'inerrance de la Bible, l'absence en elle de toute sorte d'erreur (l’inerrance) ; (b) une forte hostilité à la théologie moderne et aux méthodes, résultats et implications de l'étude scientifique et critique de la Bible ; (c) une assurance que ceux qui ne partagent pas leur point de vue religieux ne sont absolument pas de "vrais chrétiens" ». Pourtant, James Barr affirme que le fond de l'attitude fondamentaliste ne réside pas dans la Bible. Pour lui, la notion d’inerrance biblique reste secondaire : « Le cœur du fondamentalisme est un certain type de discours, une manière de parler qui détient l'autorité réelle ». L’inerrance biblique et la lecture des textes religieux servent de bouclier pour justifier un a priori idéologique ou une arrière-pensée ultra conservatrice et radicale. D’autres caractéristiques du fondamentalisme sont spécifiques à certains groupes.

### Radicalisme et isolationnisme
Les fondamentalistes s’opposent à la théologie du XXe siècle, la jugeant trop intellectuelle et déviante. L’historien George Marsden affirme que l’essor du fondamentalisme aux États-Unis s’explique surtout par les réactions contre « les développements remarquables » de la théologie du XXe siècle. Le théologien Luc Chartrand note que « ce phénomène est caractérisé par son opposition radicale aux orientations théologiques des grandes Églises ». « Se méfiant de l'intelligence humaine qui perce difficilement les réalités spirituelles, écrit-il, ils [les fondamentalistes] tiennent pour suspectes la critique théologique et la recherche intellectuelle en général. […] Dans ce contexte on lira donc la Bible en se méfiant de l'intelligence, l'essentiel étant constitué par la religion du cœur »,.
Le fondamentalisme est apparu comme un mouvement d’opposition non seulement contre l’exégèse historico-critique, mais aussi contre  l’évolutionnisme ou l'engagement social, perçus comme les symptômes d’un monde pécheur et corrompu. Il se décline presque toujours sur fond conflictuel,. En revanche, il ne rejette pas toute la modernité mais seulement le libéralisme qu’elle véhicule. Parce que les uns deviennent les hérétiques des autres, les fondamentalistes « s'orientent nécessairement vers une dynamique d'oppositions et d'exclusions multiples ».
Cet isolationnisme se manifeste par une condamnation de l’humanisme séculier, et parfois le rejet de l’école publique qui, pensent-ils, ne transmet pas leurs valeurs chrétiennes fondamentales,.

### Lecture littérale
Les fondamentalistes accordent une grande importance au sens littéral de la Bible. Ils s'appuient sur la doctrine de l'inerrance biblique qui suppose que l'Écriture est exempte d'erreur et croient que la Bible doit être comprise principalement de façon littérale. Ses préceptes doivent être mis en pratique de manière uniforme à toute époque et en toutes circonstances, sans se référer à la culture, au contexte et aux genres littéraires qui ont marqué les auteurs des textes bibliques, dans les mots mêmes de la Bible, tout au moins dans ses « manuscrits originaux ».
Selon le théologien Luc Chartrand, le fondamentalisme « refuse catégoriquement toute méthode exégétique scientifique — de la simple connaissance des genres littéraires, aussi bien que de l'intention de l'auteur jusqu'aux formes les plus complexes de l'exégèse moderne avec le développement de la critique littéraire — stérilisant ainsi toute recherche exégétique et, surtout, toute compréhension des textes sacrés ».
Les fondamentalistes ne voient aucune difficulté à découper des extraits, à les lire hors contexte, et à faire abstraction de toute exégèse ou herméneutique pouvant les situer correctement et les interpréter. Ils rejettent le symbolisme de la bible et ce que la théologie moderne considère comme un principe d’interprétation essentiel, à savoir que les symboles forment le langage religieux et portent la puissance du message biblique : le symbole est le doigt qui pointe vers l’absolu, l’infini, mais le lecteur au premier degré ne regarde que le doigt. Le Conseil international pour l'inerrance biblique a publié en 1978 une première déclaration dont les articles XII et XIII « affirment l'inerrance de la Bible dans "son intégralité" […] l'inerrance des énoncés dans Genèse 1 à 11 (l'histoire de la création, du déluge, de la tour de Babel et l'origine des différentes nations) est clairement affirmée, et les "illégitimes hypothèses scientifiques sur l'histoire de la terre sont catégoriquement rejetées". L'inerrance, en terme technique, signifie "l'entière vérité de l'Écriture", et cela touche également "les problèmes de grammaire et d'orthographe… les phénomènes de la nature… ».
Les méthodes historico-critiques de l'exégèse biblique ont été initiées au XVIIIe siècle avec les Lumières et développées par le protestantisme allemand à partir du XIXe siècle, avec le progrès des sciences humaines. Cette nouvelle exégèse « portera souvent la marque des philosophies dominantes, qu’il s’agisse de celle de Hegel ou plus tard du positivisme ». Les Églises protestantes non fondamentalistes ont encouragé ces développements alors que les autorités catholiques y sont restées rétives jusqu’au début du XXe siècle. Selon le théologien protestant André Gounelle, la Bible ne proclame pas sa propre infaillibilité.
Selon l'Église catholique, les auteurs bibliques ne cherchaient pas à éviter les erreurs et les contradictions, qui demeurent sans lien avec l'inerrance biblique, puisque celle-ci ne concerne que le message spirituel qu'ils voulaient transmettre. En 1943, l’Église catholique s’est officiellement ralliée à l'exégèse historico-critique de la Bible. L'encyclique Divino afflante Spiritu de Pie XII encouragea les méthodes critiques et le recours aux sciences utiles à l'interprétation de l'Écriture. En 1965, le texte conciliaire Dei Verbum, adopté lors du concile Vatican II, fit en sorte que l’exégèse de type scientifique soit axée sur recherche de l'intention de l'auteur biblique et la détermination des genres littéraires, compte tenu des conditions de son époque et de sa culture. La recherche du sens spirituel demeurera également essentielle. Enfin, dans Verbum Domini, le pape Benoît XVI a rejeté catégoriquement le fondamentalisme chrétien en le présentant comme « une trahison aussi bien du sens littéral que du sens spirituel, ouvrant la voie à des instrumentalisations de diverses natures ».
D’autre part, le théologien catholique Luc Chartrand considère que « la lecture fondamentaliste de la Bible ne peut être acceptable de la part d'un catholique ». Par cette lecture, selon lui, les mêmes mots lus par des personnes différentes ne font alors que refléter la pensée du lecteur.
Selon l'exégète Sophie Raymond de l'Institut catholique de Paris, une telle lecture faite sans méthode historico-critique permet « de dire n’importe quoi » et conduit à travestir les textes sacrés dans un but idéologique ou selon un a priori théologique,.

### Refus du doute
Le fondamentaliste a pour assise une foi qui relève de la volonté et de l’affectivité, et se traduit par une ferme adhésion qui ne doit laisser subsister aucun doute. Face aux complexités changeantes de la vie moderne, au sécularisme humaniste et aux incertitudes politiques et économiques, le fondamentalisme offre une explication qui satisfait aux besoins de sécurité et de stabilité. C’est pourquoi il se retrouve parmi les groupes les plus conservateurs de la société.
La position de l’Église catholique est résumée dans son Glossaire, qui définit le doute : « Interrogation caractérisée par l’hésitation et la perplexité. Les personnes qui doutent se rencontrent chez les croyants, non chez les incrédules. Douter peut se situer à l’intérieur d’un cheminement spirituel et permettre de progresser dans « l’intelligence de la foi » car la foi et le doute ne se contredisent pas fondamentalement ». Pierre Lathuilière souligne qu’il « ne s'agit nullement de mettre le vécu de la foi hors de portée des critiques et des assauts du doute ». Il cite Sulivan : « Toute certitude est mise à mort de Dieu. L'athéisme classique a ses racines dans les certitudes ».
Il en est de même des Églises protestantes non fondamentalistes. Ainsi, Paul Tillich conçoit la foi comme la préoccupation ultime de chacun, qui ne relève ni de la volonté ni de l’émotion. L’objet de cette priorité existentielle (qu'il s'agisse de Dieu, du matérialisme, du succès, du pouvoir etc.) devient le Dieu de chacun, de sorte que le doute porte sur le « risque » du choix, pour une vie réussie, d'une telle préoccupation ultime. Ainsi, affirme-t-il, le doute est assumé par le « courage d'être », et non par la volonté ou l’affectivité. Ces dernières ne précèdent pas la préoccupation ultime mais la mettent en œuvre.

## Croyances

### Le créationnisme
Le fondamentalisme adopte l’une ou l’autre de ces trois positions pour définir la relation entre sa pensée et les théories scientifiques : l’anti-scientisme, le fidéisme ou le concordisme. L’anti-scientisme, dont fait partie le créationnisme, consiste à nier les théories et découvertes scientifiques, telle que l’évolution. S’en tenant à la vérité d’une lecture « fondamentaliste » de l’Écriture, le créationnisme conteste les résultats scientifiques concernant l’âge de l’univers et l’évolution des espèces. Par ailleurs, les fidéistes ne nient pas les résultats scientifiques, mais soutiennent que la « conviction et l’abandon du cœur, devraient se situer dans des voies séparées et surpasser la raison »,, comme le croyait Pascal. Il propose l'autonomie des deux savoirs correspondants qui ne se rencontrent jamais. Le fidéisme s’oppose donc à la théologie naturelle et à la philosophie de la nature. Le concordisme recherche honnêtement la vérité scientifique mais suppose que les récits bibliques sont en accord avec la science. Il cherche à faire coïncider les résultats scientifiques avec le donné biblique compris de manière quasiment littérale.
Pour une grande partie des groupes fondamentalistes, l’une des principales fonctions de la religion et du sacré consiste à expliquer l'univers et les phénomènes naturels : le Livre de la Genèse n’est pas considéré comme un mythe symbolique de la création mais comme une description d’événements historiques et causals,.
Le catholicisme ne considère pas la création comme une notion explicative et causale de l’univers comme s’il s’agissait d’un concept scientifique, mais comme le symbole de l’état de finitude des êtres humains dans une relation d’alliance avec l’infini ou l’absolu; la création est perçue comme principe de l’existence plutôt que néant,. Ainsi, Dieu se présente comme radicalement différent de la nature. L'Église catholique définit la création « comme le commencement de l’histoire du salut qui culmine avec le Christ. Ce n’est pas un évènement du passé, mais un évènement toujours actuel qui se renouvelle à chaque instant et conduit l’homme vers son accomplissement ».
À l’âge préscientifique, seuls les mythes pouvaient donner une explication de l’univers et lorsque la science moderne est apparue avec Galilée et Newton, il y eut confusion des genres, ce qui a laissé l'Église à l'écart du mouvement de la révolution copernicienne. Pourtant, l’interprétation symbolique de la création dans la Genèse n’était pas nouvelle. Déjà au IIIe siècle, l’un des Pères de l’Église, Origène (185-253), considéré comme le fondateur de l'exégèse biblique, montrait toute l'absurdité d'une lecture au premier degré de la Genèse et, par anticipation, il rejetait le créationnisme : « Quel est l'homme de sens qui croira jamais que, le premier, le second et le troisième jours, le soir et le matin purent avoir lieu sans soleil, sans lune et sans étoiles, et que le jour, qui est nommé le premier, ait pu se produire lorsque le ciel n'était pas encore ? Qui serait assez stupide pour s'imaginer que Dieu a planté, à la manière d'un agriculteur, un jardin à Éden, dans un certain pays de l'Orient, et qu'il a placé là un arbre de vie tombant sous le sens, tel que celui qui en goûterait avec les dents du corps recevrait la vie ? À quoi bon en dire davantage lorsque chacun, s'il n'est dénué de sens, peut facilement relever une multitude de choses semblables que l'Écriture raconte comme si elles étaient réellement arrivées et qui, à les prendre textuellement, n'ont guère eu de réalité ».
Les Églises protestantes ont des sensibilités et des théologies différentes ; en général, les églises protestantes traditionnelles (luthériennes, réformées…) ne sont pas fondamentalistes et considèrent le terme biblique « création » comme un concept théologique, et philosophique,. Paul Tillich appelle « mythe brisé » le mythe qu’on comprend comme étant bien un mythe, mais qu'on voit aussi comme le symbole d'une réalité ultime, indicible autrement. Il affirme que « par sa nature même, le christianisme refuse tout mythe non brisé, parce qu'il présuppose le premier commandement : l'affirmation de l'ultime en tant qu'ultime et le rejet de toutes les formes d'idolâtrie quelles qu'elles soient ». On devrait reconnaître, expose-t-il, tous les éléments mythologiques dans la Bible, la doctrine et la liturgie pour ce qu'ils sont, et les maintenir dans leur forme symbolique sans les remplacer par des substituts scientifiques ».
Paul Tillich soutient que « ce qui concerne l’homme ultimement doit s'exprimer symboliquement parce que seul le langage symbolique a la capacité de dire l'ultime. Dans la religion, le véritable ultime « transcende infiniment le domaine de la réalité finie ; aucune réalité finie ne peut donc l'exprimer directement et littéralement ». Il considère le mythe ou le symbole comme une forme puissante de langage, qui reste la seule à pouvoir exprimer l’indicible, l’infini ou l’ultime.
Selon le théologien luthérien Gérard Siegwalt, la relation de dépendance de l’univers et de l’humain à l’égard de Dieu exprime le concept philosophique de contingence. Il soutient qu’« on ne doit pas concevoir Dieu comme le « Grand Horloger », « le Grand Architecte de l’univers » : selon l'authentique conception de la création biblique, pense-t-il, Dieu n'est pas derrière la nature ni avant la nature ; il est dans la nature. Ainsi, selon l’auteur, la foi en la création consiste en la prise de conscience du caractère divin, sacré, de la nature. Le Créateur est le Dieu du tout, pour autant qu'il est le fondement ontologique de tout ce qui est, c’est-à-dire la dimension dernière du réel.

### L'hétéronomie de la conscience morale: une soumission aux textes religieux
Une morale hétéronome (heteros : autre et nomos : loi) est littéralement la loi d’un Autre, c’est-à-dire, Dieu ou ses représentants. Pourquoi agir moralement ? La réponse fondamentaliste est simple : La transcendance le commande et dicte à l’homme ses normes et sa conduite. Cette soumission à la volonté divine est une morale de l'hétéronomie. Elle est associée à une forme de sotériologie selon laquelle le salut consiste à éviter la damnation et à obtenir des récompenses ou la béatitude. Un spécialiste des fondamentalismes chrétien et islamique, David Zeidan, écrit que les fondamentalistes considèrent l'Écriture comme une transcription fidèle et littérale de la vérité révélée par Dieu et en conséquence, les êtres humains n'ont plus qu'à l'accepter, s'y soumettre et obéir.
Guy Durand, spécialiste en éthique et professeur émérite de l'Université de Montréal, distingue deux types de morale religieuse, l’une hétéronome et l’autre autonome. Il explique que l’hétéronomie « fait largement appel à l'obéissance des fidèles parce que le précepte est rattaché directement à Dieu par l'intermédiaire des autorités. C'est le modèle conservateur adopté généralement par les sectes ; on le trouve également dans les courants fondamentalistes de toutes les grandes religions: catholique, protestante, juive, musulmane, hindoue ou autres. Une morale religieuse autonome, au contraire, mise résolument sur l'intelligence humaine ». C’est pourquoi, écrit Sébastien Fath, « l'autorité normative, qu'elle soit placée dans une tradition, un leader, ou dans un texte, constitue un trait fédérateur pour tous les mouvements religieux radicaux. […] Ainsi, l'idée d'une autonomie individuelle qui puisse se passer de la norme divine apparaît insupportable aux fondamentalistes ».
Selon l’Église catholique et les Églises protestantes non fondamentalistes, l'Évangile insiste sur la primauté de la conscience individuelle sur l'observance littérale de la loi : « Tout ce qui ne se fait pas par conviction est péché ». Le théologien Luc-Thomas Somme explique la position catholique, exprimée lors du Concile Vatican II (Constitution Gaudium et Spes, no. 16, promulguée par le pape Paul VI) :
« Et s'il arrive qu'elle [la conscience] se trompe de bonne foi, elle ne cesse pas de constituer la norme impérative de la moralité, en sorte que lui désobéir même en ce cas constitue une faute. Ne pas suivre sa conscience, même erronée, est donc toujours un péché. En revanche, lui obéir quand elle se trompe n'excuse du mal commis ou du bien omis que si l'erreur est en tout point involontaire et elle-même non coupable ». De même, le philosophe Martin Blais exprime ainsi la position de Thomas d’Aquin : « Le jugement qu'elle (la conscience) porte est la règle immédiate de la moralité de la conduite humaine ». Bien plus, même la conscience erronée oblige, si elle est sincère. Le sociologue des religions Sébastien Fath, écrit que « l’autonomie de la conscience morale est un trait essentiel de la rupture [du christianisme] avec le judaïsme. Elle n’est pas aperçue ou acceptée par les fondamentalistes ». En christianisme, le « commandement » prend un sens particulier parce qu’il doit céder le pas devant le jugement de la conscience droite.
C’est pourquoi l’Église catholique, se fondant sur le Nouveau Testament, considère les « commandements » (de Dieu ou de l’Église) comme « un appel à l’amour et à la liberté » et une « forte recommandation ». Ainsi, la notion chrétienne de « commandement » dérive du judaïsme, mais sans en conserver le sens littéral. Selon le philosophe Maurice Blondel, « plutôt que de loi et de commandements, il vaudrait mieux parler des dix paroles, comme le dit le mot d'origine grecque « décalogue », le mot hébreu Thora donnant l'idée de direction et d'enseignement […]». Il ajoute ceci : « Il demeure que, du point de vue théologique, en particulier chrétien, on préfère considérer ces paroles comme ayant plutôt valeur de conseils, de recommandations que d'ordres à respecter à la lettre. Cette application à la lettre de la loi comme condition du salut s'appelle le légalisme (ou l'orthodoxie — à l'époque de Jésus les pharisiens). Aujourd'hui, on parle de fondamentalisme, d'intégrisme ou de pharisaïsme, excès caricaturaux et fanatiques de l'observance de la loi ».
De même, le philosophe non croyant Luc Ferry considère que le christianisme est « une religion de l’esprit plus que de la lettre, une religion de la conscience et de la liberté intérieure », ce qui a permis le passage à la laïcité. L'exercice de valeurs morales, que leur source soit éthique, séculière ou évangélique, n'est pas hétéronome s'il procède d'un acte libre.
Enfin, Paul Tillich affirme que « l'hétéronomie représente, en général, une réaction contre une autonomie ayant perdu sa profondeur, devenue vide et impuissante. Mais, en tant que réaction, elle est destructrice, car elle refuse à la raison le droit à l'autonomie et en démolit du dehors les lois structurelles ». Ce théologien et philosophe croit plutôt en une rencontre de la volonté humaine et de la volonté divine, dans une alliance ; ce qui évoque le prophète Jérémie (Jr 31. 33) : « Mais voici en quoi consistera l’alliance que je conclurai […] : j’inscrirai mes instructions non plus sur des tablettes de pierre, mais dans leur conscience ; je les graverai dans leur cœur ».

### L'hétéronomie de la conscience politique: une soumission aux autorités civiles
Le « Fundamentalism Project » contient une étude de l'historien et théologien Pablo A. Deiros portant sur le fondamentalisme protestant en Amérique latine ; il se réfère à l’épître de Paul aux Romains pour expliquer la conscience politique hétéronome des fondamentalistes : « Que chacun se soumette aux autorités en charge. Car il n'y a point d'autorité qui ne vienne de Dieu, et celles qui existent sont constituées par Dieu. Si bien que celui qui résiste à l'autorité se rebelle contre l'ordre établi par Dieu. Et les rebelles se feront eux-mêmes condamnés. […] Veux-tu n'avoir pas à craindre l'autorité ? […] elle est un instrument de Dieu pour faire justice et pour châtier qui fait le mal. Aussi doit-on se soumettre non seulement par crainte du châtiment, mais par motif de conscience » (Épître de Paul aux Romains, 13, 1-6.).
Lu hors contexte et sans méthode historico-critique, des fondamentalistes enseignent que l’une des fonctions de la religion consiste à justifier et solidifier l'ordre politique, soit le « théologico-politique ». Pourquoi obéir à la loi ? Parce que tout pouvoir vient de la transcendance. Ainsi, selon Pablo A. Deiros, le fondamentaliste cultive un état d’esprit voulant que toutes les autorités soient instituées par Dieu. Et il croit que Dieu remplacera les autorités qui ne pratiquent pas la justice.
L’Église catholique et les Églises protestantes non fondamentalistes soutiennent qu’on doit rechercher l'intention de l'auteur par le contexte historique, l'ensemble des textes connexes, le genre littéraire et accorder une grande importance au sens spirituel. Selon ces Églises, l’épître de Paul aux Romains (Rm 13, 1-6), qui demandait une soumission aux autorités de Rome fut un appel au respect de la loi, adressée aux premiers chrétiens de Rome dans un contexte de persécutions. Alors que la perspective fondamentaliste y perçoit une règle applicable pour toute l'humanité, en toutes circonstances et à toute époque, les grandes Églises chrétiennes, comme l'indique le théologien Pablo Deiros, voient son sens spirituel, révélé par Romains (Rm 2,14 à 13,8) : « Celui qui aime les autres a obéi complètement à ce qu’ordonne la loi »,,. Dans la Somme théologique, Thomas d’Aquin a d'ailleurs montré qu’en cas d’oppression, « l'homme n'est pas obligé d'obéir à la loi».
Selon le philosophe et théologien protestant Paul Tillich, dans le domaine politique, la liberté est principe de créativité sociale, ce qui signifie transformation pour le mieux. Il précise : « La démocratie tend vers un système de participation pour tous ; elle prévient ainsi la déshumanisation que produit la tyrannie ».

### Le millénarisme et ses variantes
Le millénarisme est une position minoritaire dans l’éventail du fondamentalisme protestant, même s'il a fait partie des croyances fondamentales de l'adventisme. Ses défenseurs croient avoir découvert des vérités oubliées depuis très longtemps concernant le sens caché des prophéties bibliques, lesquelles seront bientôt accomplies. Le prémillénarisme est la croyance que le mal envahit le monde de plus en plus et que Jésus viendra pour emporter avec lui les vrais croyants. Puis, il y aura sept années de grandes tribulations où régnera l'Antéchrist. Jésus reviendra ensuite gouverner la terre pendant mille ans. Les post-millénaristes croient plutôt que le monde continuera à progresser et que le bien l’emportera sur le mal. Le dispensationalisme présente une vision de l'histoire du salut qui divise l’histoire en sept dispensations ou « attitudes » de Dieu face à l'humanité. Le dispensationalisme situe les vrais croyants avant la septième dispensation, le moment où le Christ soustraira son Église invisible aux malheurs et tribulations du monde. Ces croyances détournent le sens spirituel des textes pour se fonder sur un biblicisme littéraliste. Pierre Lathuilière y décèle un « mal d’être au monde ».
L'Église catholique et les grandes Églises protestantes rejettent ces doctrines, même si Pierre Lathuilière remarque une « surchauffe eschatologique » parmi certains de leurs adeptes.

### La dénonciation du dialogue interreligieux
Le fondamentalisme refuse généralement le dialogue interreligieux ainsi que l’œcuménisme car il soupçonne le rapprochement avec les doctrines des autres religions de mener au syncrétisme,,.
L’Église catholique ne rejoignit officiellement le mouvement pour l’unité des chrétiens qu’en 1964, lors du concile Vatican II.

### Méfiance envers la justice sociale
Il y a une attitude méfiante pour les implications qui semblent non spirituelles, comme dans le domaine de  la justice sociale.
Il y a une également une opposition au féminisme, considèrant que la femme ne doit pas avoir un travail, mais plutôt être femme au foyer.

## Le fondamentalisme dans les confessions chrétiennes
Dans le christianisme évangélique, les églises qui adhèrent au fondamentalisme se nomment souvent église biblique, église fondamentale ou église indépendante afin de démontrer leur appartenance au mouvement. L’indépendance de l’église est revendiquée et l’affiliation à une association chrétienne d'églises est peu fréquente, bien qu’il y ait des associations fondamentalistes. L’adhésion aux théories du complot est fréquente.
L’Église catholique rejette le fondamentalisme biblique, dont elle donne la définition suivante : « Radicalisme religieux qui se réfère à une lecture littérale des textes sacrés sans tenir compte de la culture dans laquelle furent écrits les livres de l’Ancien et du Nouveau Testaments. Le fondamentalisme exclut toute approche critique, pourtant nécessaire, des textes fondateurs ». Le catholicisme américain a publié toute une littérature apologétique au milieu des années 1980 pour combattre le fondamentalisme protestant. Émile Poulat observe toutefois que « le fondamentalisme trouve aujourd’hui, dans les milieux catholiques plus de connivences qu’on ne l’imagine ». Pour Pierre Lathuilière, le conservatisme catholique français après Vatican II se diversifie selon au moins trois courants : intégriste, piétiste et charismatique.
En raison de son organisation ecclésiale hiérarchisée, le catholicisme devrait échapper au fondamentalisme mais, paradoxalement, il y succombe lorsqu’il absolutise la papauté, les doctrines et les dogmes : la compréhension des textes du Magistère, s'ils sont lus isolément, au premier degré, hors contexte et sans interprétation ou herméneutique, ni méthode critique, peut devenir analogue à la compréhension de la Bible dans le fondamentalisme protestant. Par exemple, le fondamentalisme apparaît lorsque la doctrine de l'Église conduit à une morale hétéronome qui rabaisse l'exercice de la conscience plutôt que la dynamiser,. Par ailleurs, la réintégration de Marcel Lefebvre au sein du catholicisme montre davantage un compromis avec un courant intégriste particulier, qui avait rompu avec la papauté. Pierre Lathuilière indique qu’on observe dans ce milieu une vigoureuse reprise des thèses créationnistes, enrichies par l'antiévolutionnisme américain. Selon lui, des traditionalistes catholiques ont vu dans le retour des partisans de Marcel Lefebvre « une force d'appoint dans leur lutte contre le modernisme ».
Un deuxième courant, piétiste, est sensible à l’expérience de la conversion. Pierre Lathuilière, note que devant la sécularisation, ce courant piétiste oscillera entre apologétique et fidéisme. Le troisième courant, charismatique, est venu des États-Unis après le Concile. Il s’apparente au pentecôtisme mais n’est pas nécessairement fondamentaliste ni même conservateur. De ce point de vue, selon Pierre Lathuilière, son développement est comparable à celui présent dans d'autres formes du protestantisme. Toutefois, il pourrait devenir semblable aux « communautés émotionnelles » du fondamentalisme protestant, où « l'inspiration de l'Esprit » permettra à chacun d'interpréter la Bible à l'écart de tout « intellectualisme »,.

## Châtiments corporels
L’enseignement de l’usage de châtiment corporel pour l’éducation des enfants est répandu dans ces églises.

## Abus sexuels
En 2018, une enquête menée par le Fort Worth Star-Telegram a identifié 412 allégations d'abus dans 187 églises et institutions baptistes fondamentales indépendantes (IFB) aux États-Unis et au Canada, certains cas remontant aux années 1970,. 
En novembre 2023, Investigation Discovery a sorti Let Us Prey : A Ministry of Scandals, un documentaire en 4 parties, mettant en lumière les abus sexuels et la dissimulation au sein du mouvement baptiste indépendant.